# Красна-дін-Дял
Красна-дін-Дял (рум. Crasna din Deal) — село у повіті Горж в Румунії. Входить до складу комуни Красна.
Село розташоване на відстані 218 км на північний захід від Бухареста, 26 км на північний схід від Тиргу-Жіу, 97 км на північ від Крайови.

## Населення
За даними перепису населення 2002 року у селі проживали 493 особи, усі — румуни. Усі жителі села рідною мовою назвали румунську.